# 지역할당제
지역할당제 전형은 적극적 우대조치의 한 유형으로, 교육여건이 열악한 지방 학생에게 일정 비율의 입학 정원을 배정하여 대학 입학 기회를 제공함으로써 사회적 약자를 배려하고 사회 통합과 지역의 균형 발전에 이바지 하려는 제도이다.